# Oswald Bruce Cooper
Oswald Bruce Cooper (ur. 13 kwietnia 1879 w Mount Gilead w stanie Ohio, zm. 17 grudnia 1940) – amerykański typografik, kaligrafik i nauczyciel.

## Kroje pisma stworzone przez Oswalda Coopera
- Cooper Oldstyle Roman (1919)
- Cooper Italic (1924)
- Cooper Hilite (1925)
- Cooper Initials (1925)
- Cooper Black (1920)
- Cooper Black Condensed (1925)
- Cooper Black Italic (1926)
- Cooper Modern & Christmas Ornaments (1928)
- Clover Bands
- Pompeian Cursive (1927)
- Boul Mich
- Broadway